# Kerstin Becke
Kerstin Becke (* 14. Januar 1974 in Augsburg) ist eine deutsche Schauspielerin. 

## Leben
Becke wurde von 1998 bis 2001 am Schauspiel München, Berufsfachschule für Schauspiel, ausgebildet.
Im Heimatfilm Gipfelsturm aus der Reihe Alpendramen des Bayerischen Rundfunks spielte sie die Afra an der Seite von Johannes Zirner, der den Leutnant Josef Naus spielte, dem die Erstbesteigung der Zugspitze zugeschrieben wird. In einem weiteren Heimatfilm der Reihe Alpendramen spielte sie in Apollonia eine Kellnerin. Des Weiteren spielte sie noch im Komödienstadl und in der Tatort-Folge Wir sind die Guten mit.
Zurzeit ist sie in Der Gott des Gemetzels in der Schauspiel Manufaktur Nördlingen zu sehen.

## Theater (Auswahl)
- 2001: Der zerbrochene Krug, Weilheimer Theaterfestspiele, Rolle: Eve, Regie: Yvonne Brosch
- 2002–2003: Die Power-Paula, Kleine Komödie am Max II, Doppelrolle: Lilo/Marlies, Regie: Christian Dorn
- 2009: MACHTlos - Bayerisches Political, Stadttheater Neuburg an der Donau, Rolle: Putzipetzi, Regie: Winfried Frey

## Filmografie (Auswahl)
- 2002: Der Komödienstadel - 's Brezenbusserl
- 2004: Apollonia
- 2007: Gipfelsturm
- 2007: KTI – Menschen lügen, Beweise nicht
- 2009: Tatort – Wir sind die Guten
- 2010: Der Komödienstadel - Die Provinzdiva
- 2021: Hartwig Seeler – Ein neues Leben